# Dr.-Heinrich-Menke-Park
Koordinaten: 50° 23′ 20″ N, 7° 3′ 2″ O

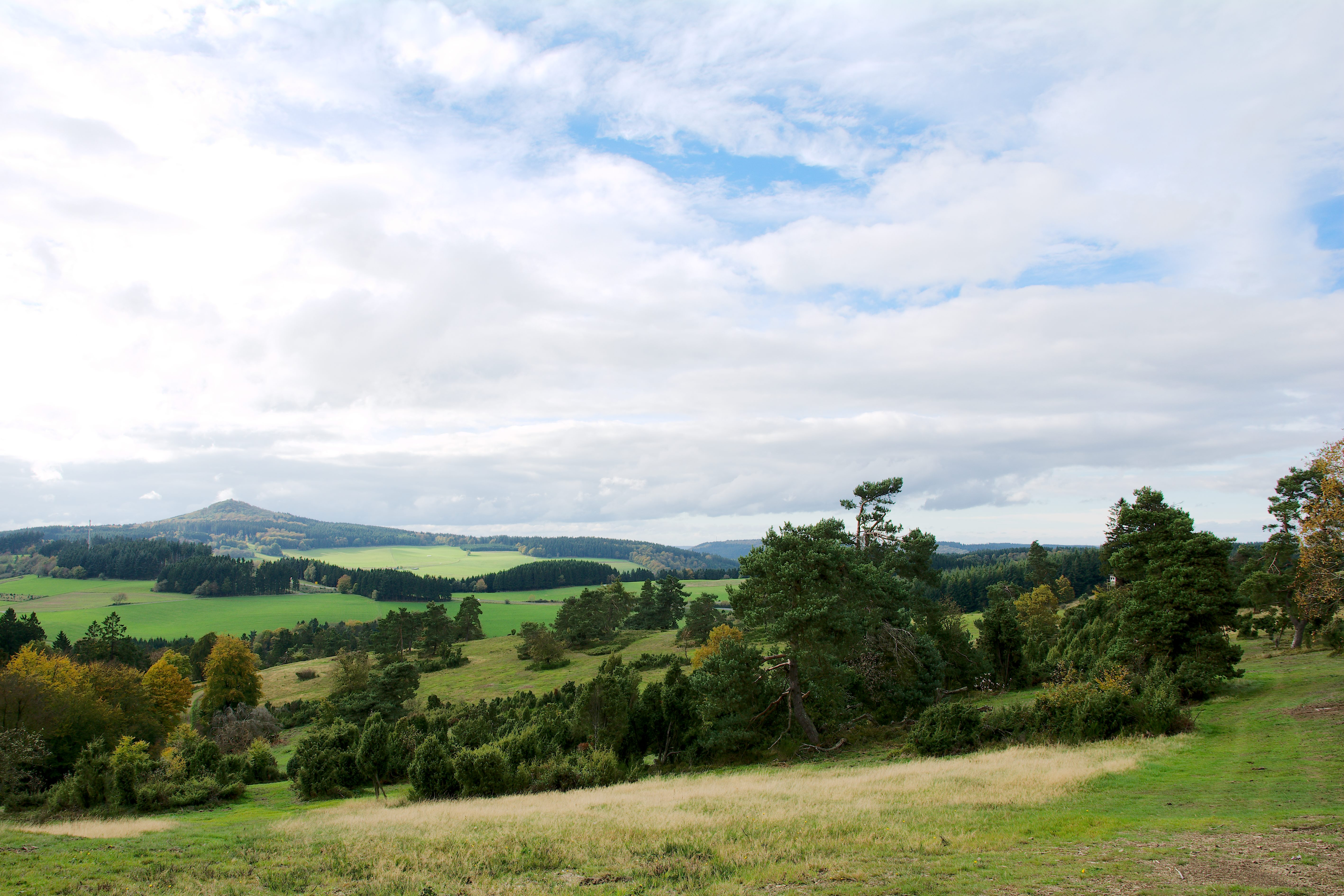
Vegetation im Naturschutzgebiet (2014)

Der Dr.-Heinrich-Menke-Park ist ein Naturschutzgebiet im Landkreis Mayen-Koblenz in Rheinland-Pfalz. Es liegt im Landschaftsschutzgebiet „Rhein-Ahr-Eifel“ auf der Gemarkung der Ortsgemeinde Arft.

## Beschreibung
Das etwa 23 Hektar große Naturschutzgebiet liegt am Westhang des Raßberges. Es wird von montaner Wacholderheidelandschaft geprägt, die aus einer annähernd typischen Heidelandschaft mit ausgedehnten Wacholderbeständen besteht. Besonderheiten der Flora und Fauna sind vereinzelt Calluna-Heide, standorttypische Insekten, Wacholderdrossel, Heidelerche, Habicht, Mäusebussard sowie Rehwild, Fuchs und Hase. Zahlreiche Insektenarten, darunter Warzenbeißer, Bunter Grashüpfer und Geißklee-Bläuling, wurden beobachtet.
Das Gebiet wurde am 25. April 1966 von der Bezirksregierung Koblenz unter Schutz gestellt. Es trägt die Gebietsnummer „NSG-7137-027“. Benannt ist das Naturschutzgebiet nach Dr. Heinrich Menke (1880 bis 1956), einem Biologielehrer aus Koblenz, der sich in seiner Funktion als Landesbeauftragter für den Naturschutz auch für den Erhalt der Wacholderheiden einsetzte.